# Portlligat
Portlligat ou Port Lligat é uma pequena vila localizada em uma pequena baía na península de Cap de Creus, na Costa Brava do Mar Mediterrâneo, no município de Cadaqués na comarca de Alt Empordà, na Catalunha, Espanha. A ilha de Portlligat está localizada na entrada da baía, separada do continente por um estreito canal de 30 metros de largura.
Esta localidade atraiu a atenção mundial depois que o pintor surrealista Salvador Dalí se mudou para morar na vila. Agora a casa do artista foi convertida na Casa Salvador Dalí - Museu Portlligat. Tanto a baía quanto a ilha foram representadas em várias pinturas de Dalí, como A Madona de Port Lligat, Crucificação (Corpus Hypercubus) e A Última Ceia.

## Notas

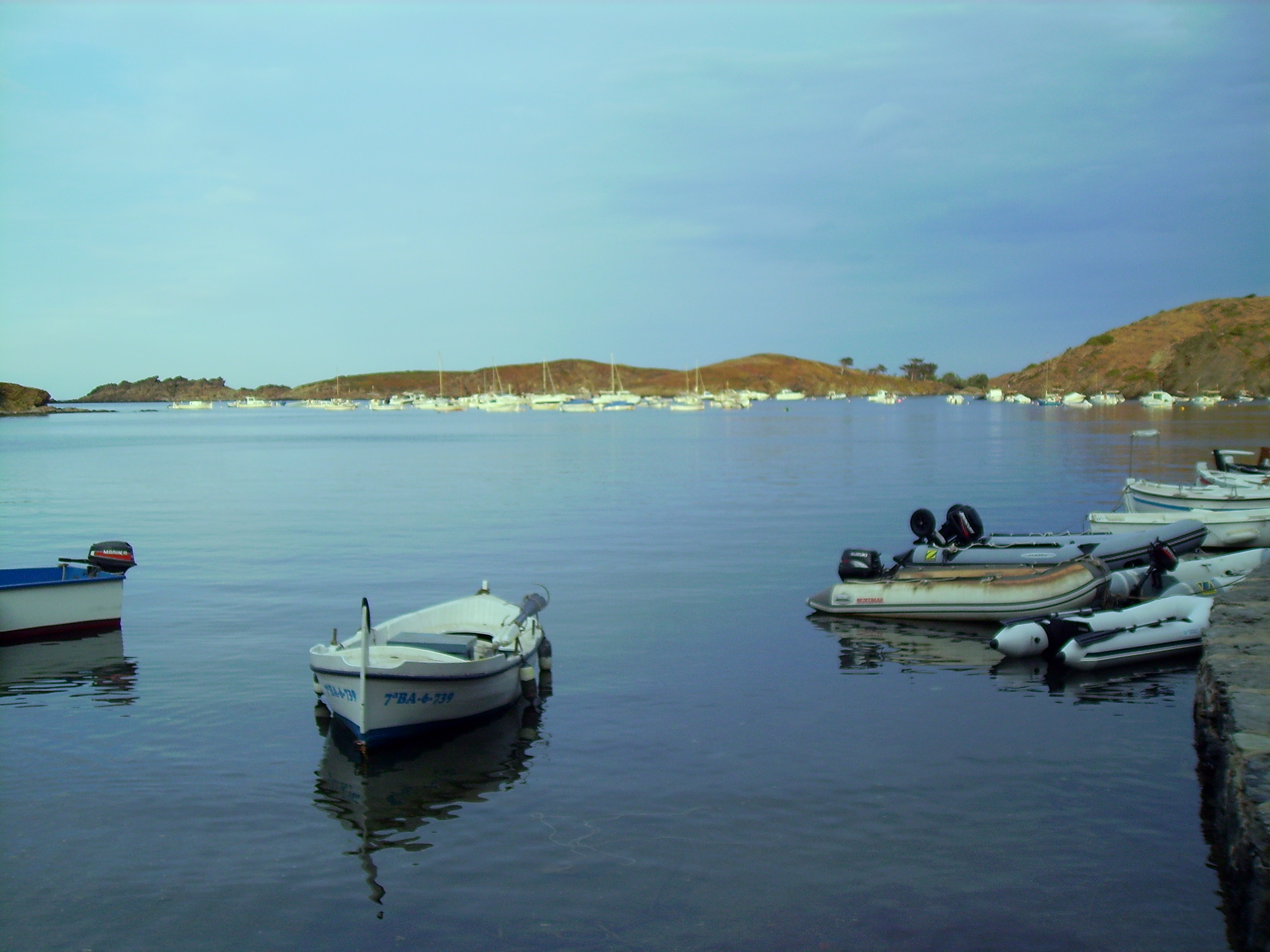
Uma vista de Portlligat